# Monty Python's The Meaning of Life
Monty Python's The Meaning of Life, også kendt som The Meaning of Life, er en britisk musikalsk sketchkomediefilm fra 1983, skrevet og fremført af Monty Python -truppen, instrueret af Terry Jones. The Meaning of Life var den sidste spillefilm med alle seks Python-medlemmer i hovedrollen før Graham Chapmans død i 1989.